# Ottokar I van Stiermarken
Ottokar I van Stiermarken ook bekend als Otakar (gestorven in Rome op 29 maart 1075) was graaf van Chiemgau en van 1056 tot 1075 markgraaf van Stiermarken.

## Levensloop
Hij was de zoon van Otakar V (ook bekend als Oci V) van Chiemgau en Willibirg, dochter van markgraaf Arnold II van Wels-Lambach van Stiermarken. Vermoedelijk werd hij rond het jaar 1048 tot graaf van Chiemgau benoemd. 
Nadat zijn schoonfamilie langs mannelijke lijn was uitgestorven, werd Ottokar in 1056 benoemd tot markgraaf van Stiermarken. Ook werd hij voogd van meerdere abdijen en klooster.
Hij huwde met Willibirg van Karinthië, vermoedelijk een dochter van Adalbero van Eppenstein, die van 1012 tot 1035 hertog van Karinthië was. Samen kregen ze twee zonen:
- Adalbero, van 1075 tot 1082 markgraaf van Stiermarken
- Ottokar II, van 1082 tot 1122 markgraaf van Stiermarken

Tijdens de Investituurstrijd koos Ottokar I de zijde van keizer Hendrik IV. In 1075 stierf hij in Rome, terwijl hij op pelgrimstocht naar Palestina was. Zijn oudste zoon Adalbero volgde hem op en koos eveneens de zijde van keizer Hendrik IV. De jongste zoon, Ottokar II, koos echter de zijde van de paus. Er ontstond een machtsstrijd tussen de broers, die in 1082 gewonnen werd door Ottokar.